# Murray Halberg
Murray Gordon Halberg (Eketahuna, 7 luglio 1933 – 30 novembre 2022) è stato un mezzofondista neozelandese, campione olimpico dei 5000 metri piani ai Giochi di Roma 1960.

## Palmarès
| Anno | Manifestazione          | Sede      | Evento        | Risultato | Prestazione | Note |
| ---- | ----------------------- | --------- | ------------- | --------- | ----------- | ---- |
| 1954 | Giochi del Commonwealth | Vancouver | Miglio        | 5º        | 4'07"2      |      |
| 1956 | Giochi olimpici         | Melbourne | 1500 m piani  | 11º       | 3'45"2      |      |
| 1958 | Giochi del Commonwealth | Cardiff   | 3 miglia      | Oro       | 13'14"96    |      |
| 1960 | Giochi olimpici         | Roma      | 5000 m piani  | Oro       | 13'43"4     |      |
| 1960 | Giochi olimpici         | Roma      | 10000 m piani | 5º        | 28'48"5     |      |
| 1962 | Giochi del Commonwealth | Perth     | 3 miglia      | Oro       | 13'34"15    |      |
| 1964 | Giochi olimpici         | Tokyo     | 5000 m piani  | Batteria  | 14'12"0     |      |
| 1964 | Giochi olimpici         | Tokyo     | 10000 m piani | 7º        | 29'10"8     |      |

## Campionati nazionali
1959
- Oro ai campionati neozelandesi, 3 miglia - 14'33"0

1960
- Oro ai campionati neozelandesi, 3 miglia - 14'04"4

1961
- Oro ai campionati neozelandesi, 3 miglia - 13'32"2